# Hofretten for Nedre Norrland
|  | Flytteforslag Denne side er foreslået flyttet til Hovrätten for Nedre Norrland. Klik her for at se flytteforslaget. |

Hofretten for Nedre Norrland (svensk: Hovrätten för Nedre Norrland) er en hofret/landsret, hvis retskreds omfatter Gävleborgs län, Jämtlands län og Västernorrlands län. Hofretten har sit hovedsæde i Sundsvall.

## Hofret
Hofretten for Nedre Norrland blev i 1948 udskilt fra Svea hofret med det formål at mindske dennes arbejdsbyrde. 